# Тихие воды глубоки
«Тихие воды глубоки» (другое название: «Корни») — советский двухсерийный художественный фильм 1984 года, снятый режиссёром Олегом Никитиным на киностудии «Мосфильм». По мотивам романа Александра Плетнёва «Шахта».
Премьера фильма состоялась 26 августа 1985 года.

## Сюжет
На участке шахты, где работал Михаил Свешнев, происходит авария, в результате которой его коллега Пётр Азоркин получает травму руки от угольного коржа. После обрушения кровли Свешнев отрубает Азоркину задавленную руку и спасает его, однако в ходе расследования другой член бригады, Колыбаев, обвиняет его в том, что он прогнал новичка Валерку Ковалёва вместо того, чтобы помочь поднять обрушившийся корж.
Несмотря на то, что комиссия находит и наказывает истинных виновников аварии, Михаил принимает решение покинуть шахту и вернуться в родную деревню Чумаковку. На месте бывшей деревни остаются лишь несколько дворов. Его отец не желает покидать родину, а Михаил отыскивает родник, водой из которого в детстве его поила мать. С течением времени он осознаёт, что его призвание — быть шахтёром, и решает покинуть деревню.

## В ролях
- Анатолий Васильев — Михаил Свешнев
- Галина Польских — Валентина, жена Свешева
- Иван Рыжов — отец Свешневых
- Александр Потапов — Пётр Азоркин
- Наталья Гвоздикова — мама Михаила
- Любовь Соколова — Дарья
- Антонина Лефтий — Раиса
- Анатолий Ведёнкин — Иван
- Александр Беспалый — Пётр
- Евгений Буренков — Комаров, директор шахты
- Евгений Жариков — Уваров
- Владимир Кашпур — Лабуня
- Даниил Нетребин — Колыбаев
- Михаил Голубович — эпизод
- Александр Аржиловский — эпизод
- Борис Бачурин — эпизод
- Елена Кузьмина — эпизод
- Владимир Курков — эпизод
- Юрий Леонидов — Горохов
- Василий Петренко — Валерка
- Константин Тыртов — эпизод
- Игорь Кашинцев — эпизод
- Сергей Юртайкин — эпизод

## Съёмочная группа
- Режиссёр — Олег Никитин
- Сценарист — Будимир Метальников
- Операторы — Ральф Келли, Виктор Шестоперов
- Композитор — Игорь Ефремов
- Художник — Геннадий Мясников

В создании фильма принимали участие шахтёры объединений «Новомосковскуголь» и «Приморскуголь».

## Интересные факты
- Согласно изданию «Советские художественные фильмы», фильм посвящён полувековому юбилею стахановского движения[2].

## Критика
Кинокритик Ф. Маркова проанализировала фильм в журнале «Советский экран». Она отметила, что создатели фильма, сценарист Б. Метальников и режиссёр О. Никитин, «затрагивают немаловажные проблемы жизни шахтёрского коллектива и современной деревни». Она написала: «Сама широкоохватность темы — стремление понять бытие сегодняшнего рабочего класса, вобравшего в себя многих вчерашних крестьян и тружеников нынешнего села, показать кровные узы, их соединяющие и причинные связи, обусловившие многие новые социальные процессы — всё это изначально определяет наш интерес к фильму».
Кинокритик Д. Шацилло в газете «Советская культура» также положительно оценил фильм, отметив «наиболее душевные и привлекательные» кадры прибывания Свешнева в родную Чумаковку и «весьма органичные и профессионально точные» работы актёров Ивана Рыжова, Анатолия Ведёнкина, Евгения Жарикова, операторов Ральфа Келли, Виктора Шестоперова и художника Геннадия Мясникова.